# Imeruat

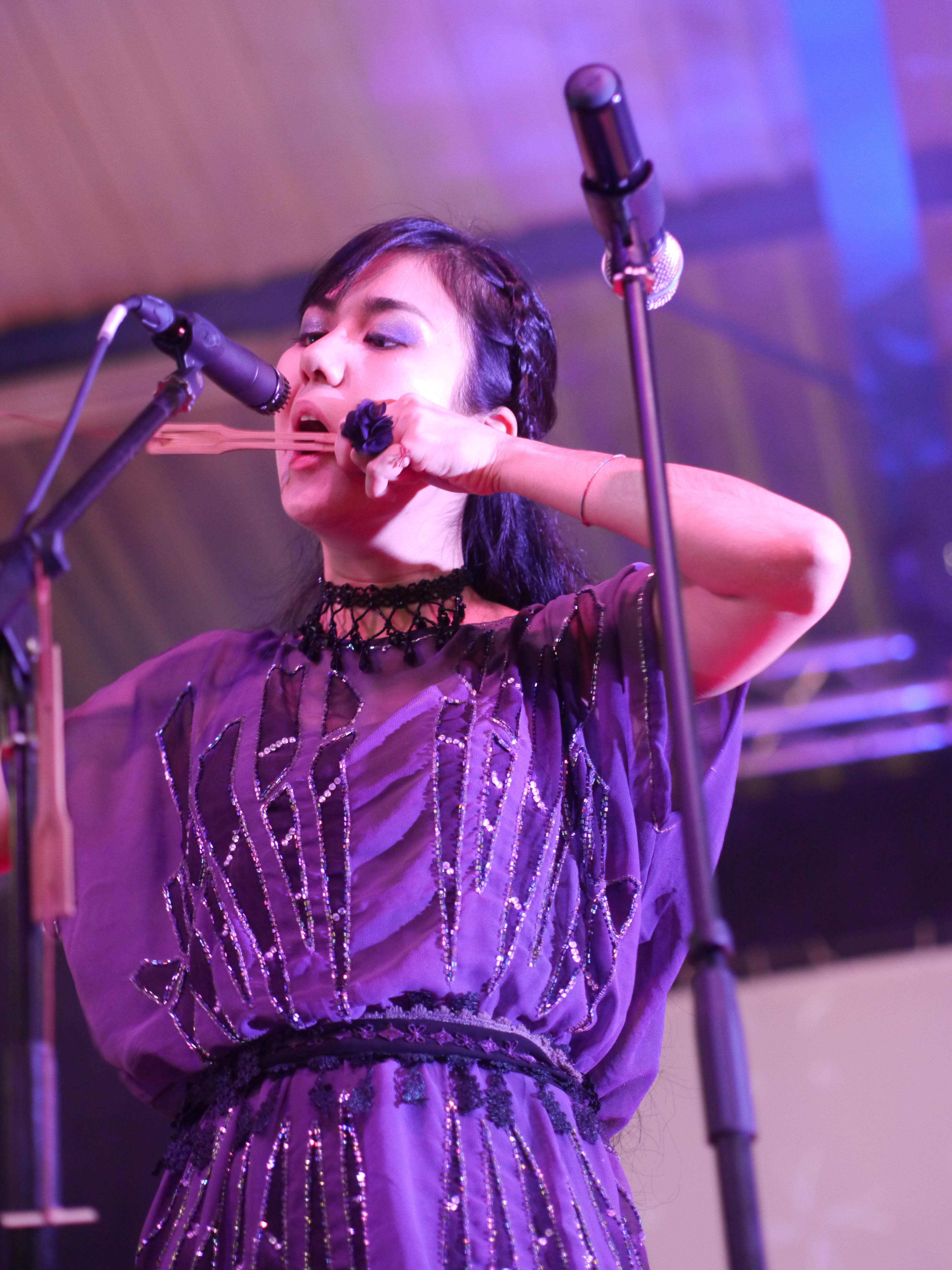
Mina Sakai tocando o Mukkuri no concerto em Toulouse

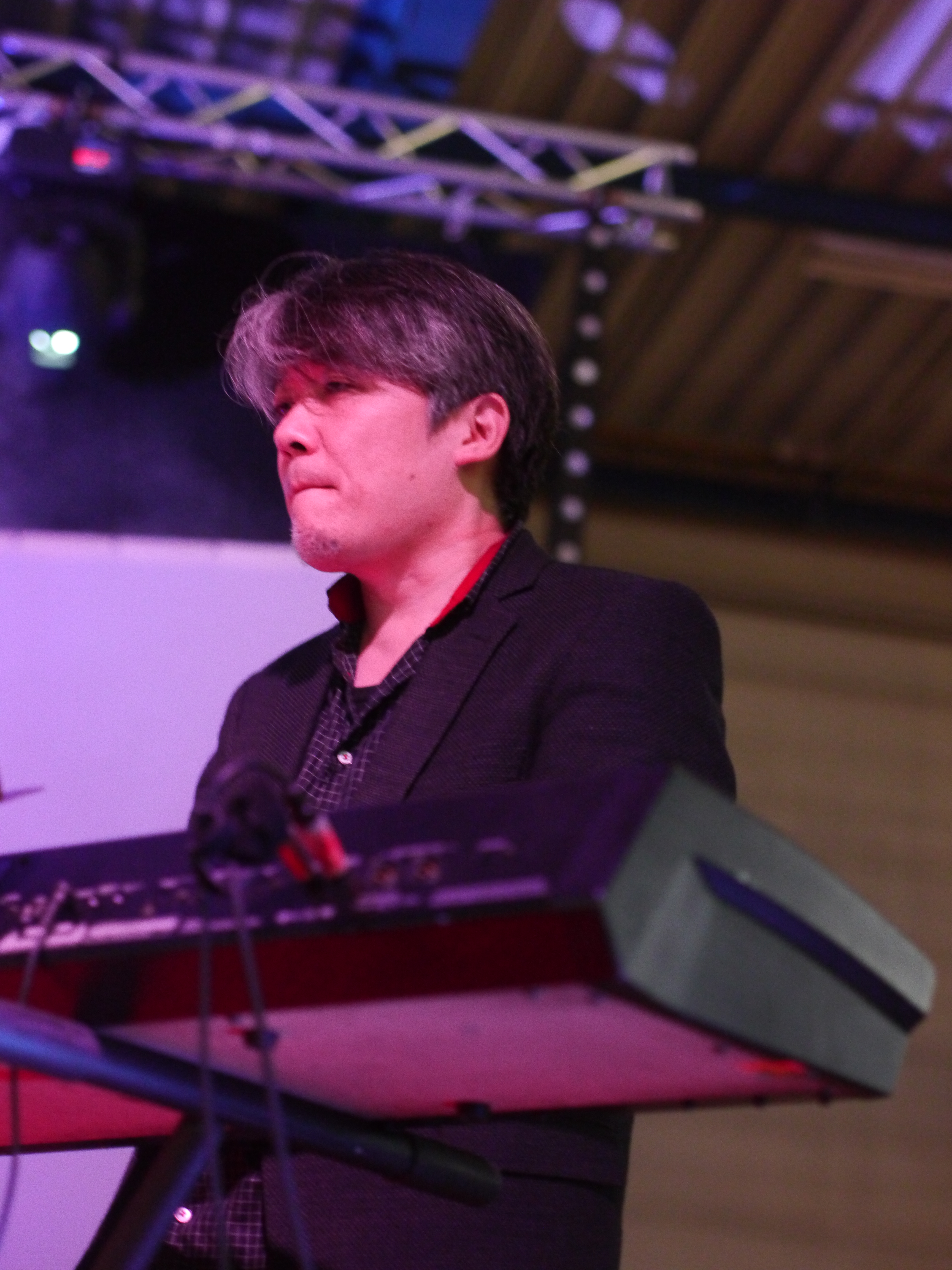
Masashi Hamauzu no concerto em Toulouse

IMERUAT é um grupo de música proeminente formada por compositor Masashi Hamauzu e vocalista Mina. Conhecido em todo o mundo por suas composições para jogos de vídeo populares, entre eles Final Fantasy XIII, Hamauzu ganhou uma reputação entre os músicos japoneses contemporâneos como um mestre de sua arte. Ele é acompanhado por Mina, cuja formação está refletida em seu estilo vocal excepcional e investigação sobre sua ascendência Ainu. seu conhecimento de instrumentos tradicionais é informado por um profundo respeito pela cultura dos povos indígenas do Japão. Depois de anos de preparação, a colaboração da dupla culminou na criação do IMERUAT série de música . (na língua Ainu, o nome carrega o "flash da luz." significado) Já a combinação única de estilo de composição progressiva de Hamauzu e vocais de Mina tem impressionado o público durante os concertos a ter lugar na Polónia, França, Estados Unidos, Suíça e Japão, ganhando reconhecimento entre o público internacional. 
O Grupo atualmente faz shows por toda Europa
O Grupo tem 1 álbum chamado  "Black Ocean" que pode ser encontrado no SoundCloud ou no Youtube